# Xysticus shillongensis
Xysticus shillongensis là một loài nhện trong họ Thomisidae.
Loài này thuộc chi Xysticus. Xysticus shillongensis được Benoy Krishna Tikader miêu tả năm 1962.